# Coquimba ornellasae
Coquimba ornellasae is een mosselkreeftjessoort. De wetenschappelijke naam van de soort is voor het eerst geldig gepubliceerd in 1994 door Ramos.